# یواس‌اس کارولین (اس‌پی-۱۱۰۵)
یواس‌اس کارولین (اس‌پی-۱۱۰۵) (به انگلیسی: USS Caroline (SP-1105)) یک کشتی بود که طول آن ۴۲ فوت ۶ اینچ (۱۲٫۹۵ متر) بود. این کشتی در سال ۱۹۱۲ ساخته شد.